# 柏原市立堅下南中学校
柏原市立堅下南中学校（かしわらしりつ かたしもみなみ ちゅうがっこう）は、大阪府柏原市にある公立中学校。
1982年に柏原市立柏原中学校、柏原市立堅下北中学校の2校から分離開校した。

## 沿革
- 1982年4月1日 - 柏原市立堅下南中学校として現在地に開校。
- 1982年10月30日 - 開校記念式典を実施。この日を創立記念日とする。
- 1988年10月28日 - 大阪府小中学校生活指導研究発表大会の会場校となる。
- 1994年4月 - 柏原市教育委員会から、特色ある学校づくりの研究校に指定される。
- 2010年4月13日 - 堅下南小中学校　開校式　(堅下南小学校と堅下南中学校は小中一貫教育校として)
- 2012年10月27日 - 創立30周年記念式典を実施

## 通学区域
- 柏原市立堅下小学校と柏原市立堅下南小学校の通学区域。
  - 柏原市 大県2-4丁目、太平寺1丁目（一部）、太平寺2丁目、大字太平寺、安堂町、大字高井田（一部）

## 交通
- 近鉄大阪線 安堂駅 東へ約800m。
- 近鉄道明寺線 柏原南口駅 東へ約1.2km。

## 著名な出身者
- 和田実莉（バレーボール選手）